# U-Bahnhof Swjatoschin
Der U-Bahnhof Swjatoschin (ukrainisch Свято́шин (станція метро) Swjatoschin (stanzija metro) ⓘ, russisch Святошин (станция метро)) ist ein U-Bahnhof der Metro Kiew in der ukrainischen Hauptstadt Kiew. Der Bahnhof war bis zum 24. Mai 2003 Endhaltestelle der Linie 1. Die Station befindet sich am Beresteiski-Prospekt, unmittelbar am Bahnhof Swjatoschin des Nördlichen Eisenbahnhalbrings.

## Geschichte
Der Bau des U-Bahnhofes war Teil des 5. Bauabschnittes des Baus der Kiewer Metro, zusammen mit den Bahnhöfen „Nywky“ und „Oktjarbskaja“. Bei allen drei Stationen handelt es sich um Typbauten, die die damaligen stilistischen Vorstellungen der sowjetischen Architektur widerspiegeln. Diese Epoche war durch den "Kampf gegen architektonische Exzesse" gekennzeichnet. Dies führte zu einer bewusst schlichten, glattflächigen Ausführung der Bauten, zur Reduzierung auf wenige, einfache geometrische Formen und den weitgehenden Verzicht auf Ornamente.
Mit dem Bau des fünften Bauabschnittes sollten die westlichen Stadtbezirke Kiews erschlossen und die vorhandenen Straßenbahnlinien zumindest teilweise abgelöst werden. Geplant war zunächst der Bau von vier Bahnhöfen; „Oktjabrskaja“ (jetzt „Berestejska“), „Schtscherbakowskaja“ (an der Ecke der Schtscherbakowskaja-Straße), „Sawodskaja“ (in der Nähe des Werks „Roter Bagger“ und des Bahnhofs „Swjatoschino“) und „Swjatoschino“ (im Bereich des heutigen U-Bahnhofes „Schitomirskaja“). Später wurden die Planungen angepasst und der vierte Bahnhof gestrichen. Die für 1970 geplante Eröffnung dieses Streckenabschnittes musste um ein Jahr verschoben werden. Geplant wurde der Bahnhof unter den Projektnamen „Swjatoschiner Bahnhof“ (Святошинский вокзал) bzw. „Sawodskaja“ (Заводская), Eröffnet wurde er am 5. November 1971 unter dem Namen „Swjatoschino“. Der ursprünglich mit diesem Namen geplante Bahnhof wurde in diesem Bauabschnitt nicht fertiggestellt und erst mehr als dreißig Jahre später unter dem Namen „Schitomirska“ eröffnet.
In den 1960er Jahren sollte an dieser Stelle ein Verkehrsknoten entstehen, an dem die unterschiedlichen Transportsysteme miteinander verknüpft werden sollten. Es war geplant, den Bahnhof der Eisenbahnstrecke zu einem vollwertigen Bahnhof auszubauen, weiterhin sollte ein Busbahnhof gebaut werden. Letztendlich nahm man jedoch von diesen Plänen wieder Abstand.
Ursprünglich erhielt die Station den Namen „Swjatoschino“ nach der dort gelegenen historischen Siedlung. An dieser Stelle befindet sich seit dem Ende der 1960er Jahre das gleichnamige Wohngebiet. Der Projektname „Sawodskaja“ bezog sich auf die zahlreichen Industriebetriebe, darunter das Werk „Roter Bagger“  und das Flugzeugwerk „Aviant“, die sich bis zum wirtschaftlichen Zerfall der Ukraine dort befanden. Die Linie sollte sowohl das Neubau-, als auch das Industriegebiet erschließen. Mit der Umsteigeöglichkeit am Bahnhof war sie auch wichtig für die Erschließung des Umlandes durch den Vortortverkehr. Durch die Verlängerung der Linie 1 vom U-Bahnhof Woksalna wollte man auch den damaligen Brest-Litowsker Prospekt entlasten und die aud ihm verlaufenden Linien der Straßenbahn einstellen. Zur finalen EInstellung des Straßenbahnverkehrs kam es auf diesem Teil des Brest-Liowsker Prospektes erst 1982.
Der Bau des 5. Bauabschnittes begann bereits 1965, unmittelbar nach Fertigstellung des zweiten Bauabschnitts, der Bau der Bahnhöfe1968, da deren Eröffnung bis November 1970 geplant war. Alle Stationen des fünften Startplatzes wurden im Tagebau in Gruben errichtet. Da der Bahnhof zunächst westlicher Endpunkt der Linie 1 war und dies auch einige Jahrzehnte blieb, musste eine Wendeanlage errichtet werden.

## Architektur
Der Bahnhof liegt in geringer Tiefe, was zu einigen Besonderheiten führte. Es handelt sich um eine Konstruktion aus vorgefertigten Stahlbetonelementen mit drei Feldern, die durch zwei Reihen von Säulen getrennt sind. Das mittlere Feld nimmt den etwas über 100 m langen Inselbahnsteig auf, die beiden seitlichen Felder die Gleise und Teile des Bahnsteigs. Konstruktiv unterscheidet sich der Bahnhof nicht von den Stationen „Nywky“ und „Oktjarbskaja“. Es wurde auf die bei tiefer liegenden Stationen übliche Rolltreppenanlage verzichtet, der Zugang von der oberirdischen Halle zum Bahnsteig erfolgt über Treppen. Erschlossen wird die Bahnsteighalle von beiden Seiten.
Die Seitenwände der Station sind mit weißen Keramikfliesen, die achteckigen Säulen mit hellem Marmor verkleidet Im starken Kontrast dazu stehen die sparsam eingesetzten schwarzen Ornamente der Fliesen und die Basen der Säulen. Eine Besonderheit stellte die Beleuchtung der unterirdischen Bahnsteighalle dar. Das Licht der längs zu den Bahnsteigen an den Säulen verlaufenden Reihen von Leuchtsoffröhren wurde durch eine ornamental ausgeführte Konstruktion aus Plexiglasscheiben. gestreut. Da die Be- und Entlüftung der Station über die abgehängte Decke der Mittelhalle und die Seitenwände verläuft, müssen die Säulen nicht mehr die Belüftungskanäle aufnehmen und sind daher deutlich zierlicher gebaut als in den älteren Stationen der Kiewer Metro. Lüftungsöffnungen in den Seitenwänden sind durch Edelstahlpanele mit ornamentalen Verzierungen verkleidet. Auffallend ist die sehr zurückhaltende Ausschmückung der Station und der völlige Verzicht sowjetische Symbole.
Architekten des Bahnhofes waren Grigori Wladimirowitsch Golowko, Nikolai Stepanowitsch Kolomiez und Michail Markowitsch Syrkin. Für die künstlerische Ausgestaltung der Station war Ninel Leonidowna Garkuscha verantwortlich. 1973 wurden die Architekten und Autoren des Projektes fü den Staatspreis der Ukrainischen Sozialistischen Sowjetrepublik nominiert.

## Lage und Zugang
Die fünf Ausgänge des Bahnhofs führen auf den Brest-Litowski-Prospekt und den „Ploschtschad Gerojew Bresta“  (derzeit „Tschernobajewskaja ploschtschad“  genannt). Am Bahnhof Swjatoschin besteht eine Umsteigemöglichkeit zur S-Bahn Kiew und zum Vorortverkehr. In unmittelbarer Nähe des Bahnhofs halten mehrere Linien des Kiewer Trolley- und Omnibusverkehrs.
Aufgrund der Schließung vieler Industriebetriebe hat die Bedeutung des Bahnhofs für den Berufsverkehr abgenommen. Dennoch spielt er noch eine wichtige Rolle bei der Erschließung der Wohngebiete im Westen der Stadt. Mit über 35.000 Fahrgästen am Tag gehört er zu den stärker frequentierten Bahnhöfen der Kiewer Metro.

## Modernisierungen
Nach dem Zerfall der Sowjetunion und der Errichtung des ukrainischen Nationalstaates beschränkten sich die Investitionen in den Bahnhof auf die Entfernung des Buchstabens „o“ aus dem Namen, aus „Swjatoschino“ wurde „Swjatoschin“.
Die Station war jedoch mittlerweile stark verschlissen. Aufgrund der Vibrationen durch die Züge der Metro und den Straßenverkehr (der Brest-Litowski-Prospekt verläuft unmittelbar über der Station), in Verbindung mit mangelhafter Bauausführung fielen zahlreiche Kacheln von den Wänden ab, die Beleuchtung wurde als unzureichend empfunden.
1996 wurde versucht, dem Bahnhof ein moderneres und gepflegteres Äußeres zu geben. Dazu wurde die bisherige Beleuchtung der Bahnsteige entfernt und durch eine Konstruktion aus geschlitzten Aluminiumelementen ersetzt.
Ab Februar 2018 wurde die Station einer grundlegenden Erneuerung unterzogen. Der Bahnhof war der erste der Metro Kiew, bei dem Lifte für einen barrierefreien Zugang zu den Bahnsteigen eingebaut wurden. Die Innenarchitektur blieb annähernd erhalten, die Fliesen der Bahnsteigwände wurden jedoch durch größere ersetzt, die großen Ornamente an der Seitenwand wurden nicht wieder hergestellt. Instandgesetzt wurden auch die Kassenhallen und die unterirdischen Passagen. Bänke und Beschilderung wurden ebenfalls modernisiert und ein Blindenleitsystem installiert. Der renovierte Bahnhof wurde am 1. November 2019 wiedereröffnet.

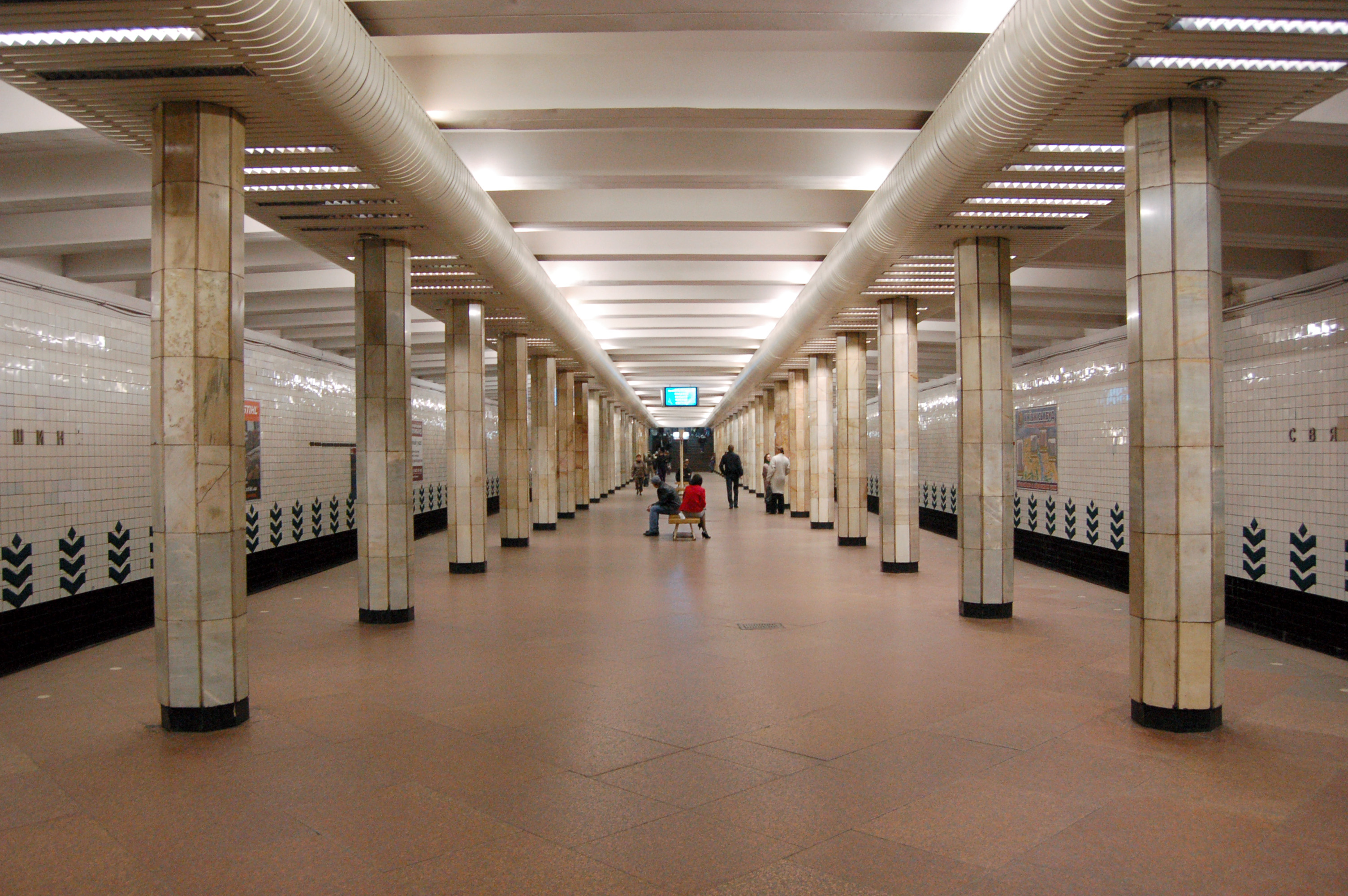
Bahnsteig im Jahr 2010 vor der Renovierung
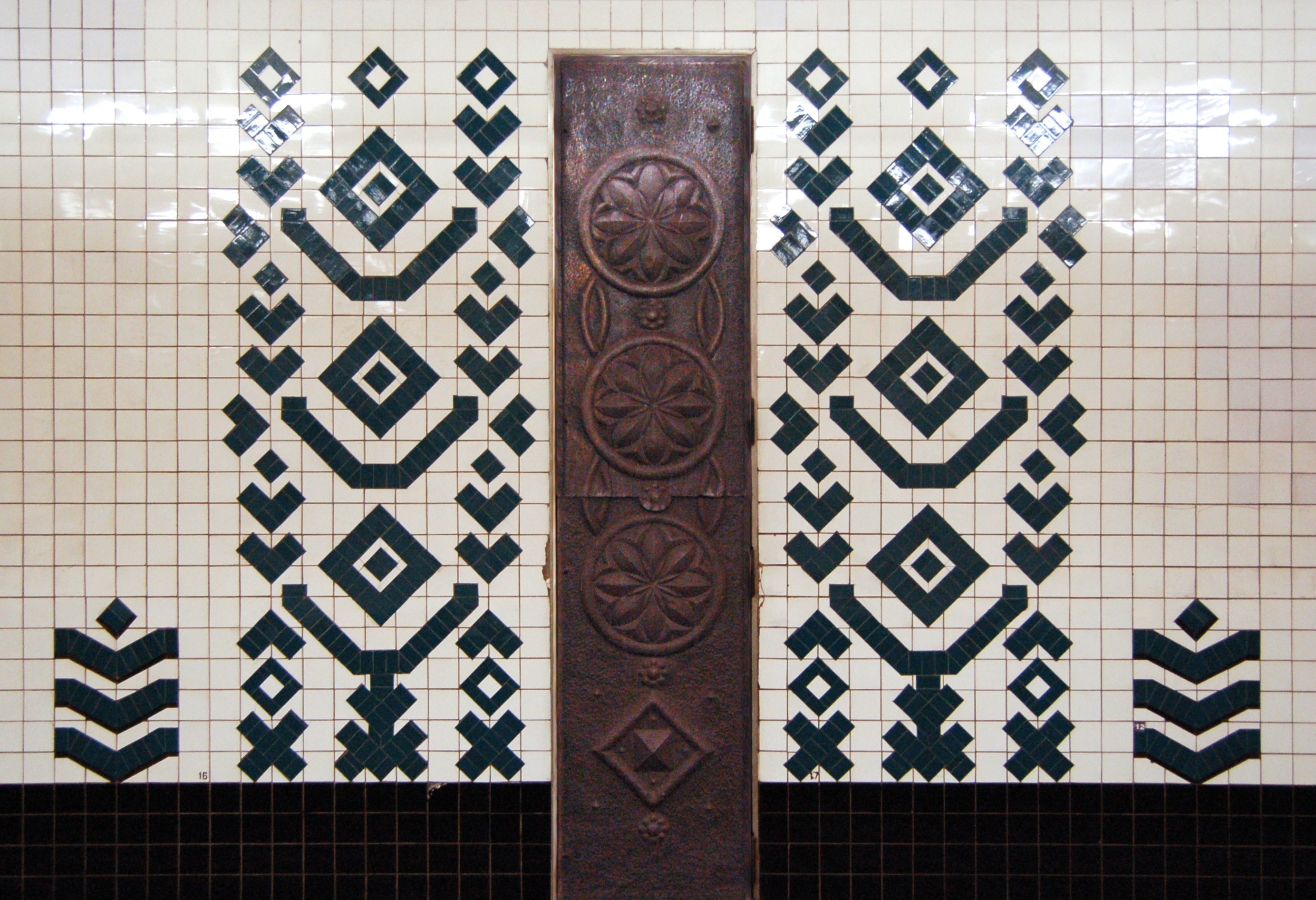
Die ursprünglich vorhandenen großen Ornamente wurden bei der Renovierung entfernt
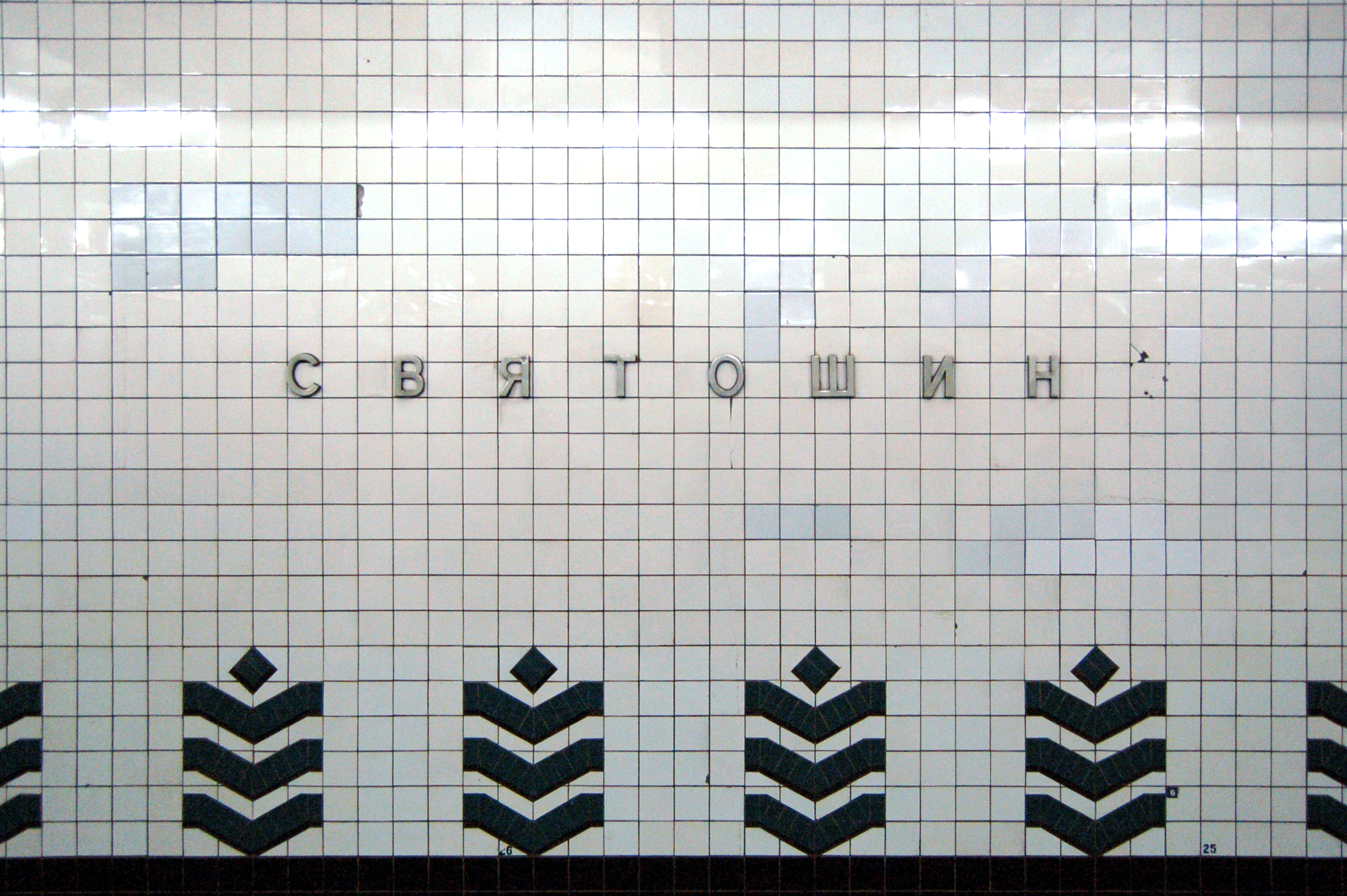
Seitenwand mit Bahnhofsnamen, Zustand vor der Renovierung
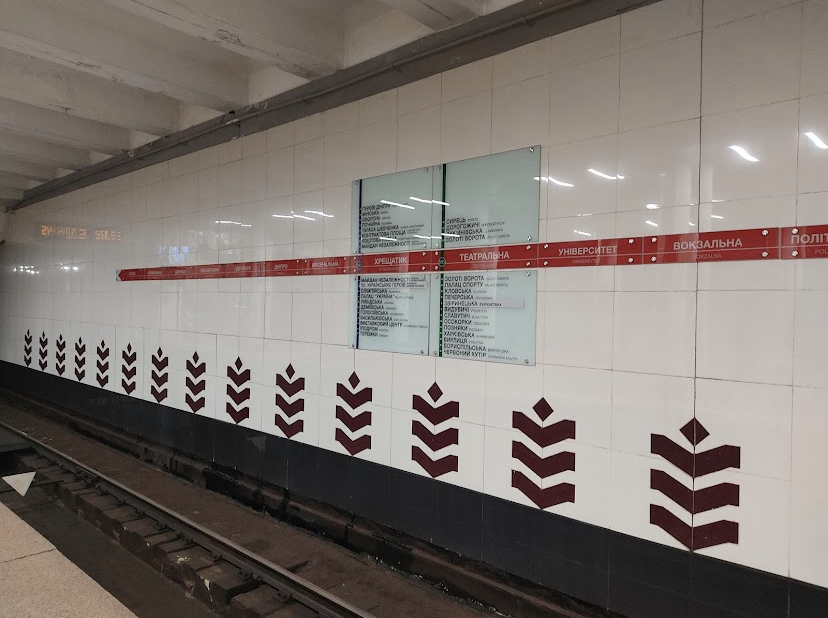
Seitenwand nach der Renovierung